# یک از بسیار

یک از بسیار بر روی نشان ایالات متحده که به هنگام خلق نشان یکی از شعارهای این کشور به شمار می‌رفت.

وحدت در عین کثرت، واحدی متشکل از تعدد (به لاتین: E pluribus unum) عبارتی‌است که به همراه کنش به تأیید اوست و نظم نوین اعصار از سال ۱۷۸۲ به موجب مصوبهٔ کنگره بر روی نشان بزرگ ایالات متحدهٔ آمریکا نقش بست. این عبارت مشابه ترجمهٔ لاتین قطعهٔ دهم از هراکلیتوس است: «از میان همه‌چیز، یکی و یکی از میان همه‌چیز». شکل تغییریافته‌ای از عبارت در موتوروم دیده می‌شود. موتوروم شعری است که به ویرژیل منتسب است ولی در حقیقت سراینده‌اش ناشناس است. در شعر آمده‌است: color est e pluribus unus که به معنای «اختلاط رنگ‌ها در یک رنگ واحد» است. سنت اوگوستین، مشابه این عبارت یعنی ex pluribus unum را در رسالهٔ اعترافاتش به کار برده‌است. در دورهٔ انقلاب آمریکا، عین این عبارت بر روی جلد مجلهٔ مشهور نجیب‌زادگان چاپ می‌شد. مجلهٔ نجیب‌زادگان مقالاتش را از منابع متعددی در یک مجله جمع‌آوری و چاپ می‌کرد. واحدی متشکل از تعدد توسط پیر اوژن دوسیمیتیر به کمیتهٔ مسئول طراحی نشان پیشنهاد شد.
«یک از بسیار» از سال ۱۹۵۶ و به هنگامی که کنگرهٔ ایالات متحده به موجب مصوبه‌ای، توکل ما به خداست را به عنوان شعار رسمی ایالات متحده پذیرفت، شعار دوفاکتوی ایالات متحده در نظر گرفته می‌شود.
در حالی که «کنش به تأیید اوست» و «نظم نوین اعصار» بر پشت نشان بزرگ ایالات متحده قرار گرفته‌اند، یک از بسیار بر روی آن نقش بسته‌است. نشان بزرگ بر روی اوراق و اسناد رسمی نظیر گذرنامه‌ها استفاده می‌شود. این عبارت بر روی نشان‌های ریاست جمهوری، معاونت ریاست جمهوری، کنگره، مجلس نمایندگان، سنا و دیوان عالی ایالات متحده نیز به چشم می‌خورد. یک از بسیار بر روی اغلب مسکوکات و اسکناس‌های ایالات متحده نیز آمده‌است.
یک از بسیار در اصل به پدیدار شدن یک ملت و کشور از مستعمرات و ایالت‌های متعدد اشاره دارد ولی در سال‌های اخیر تعبیر پدیدار شدن یک ملت و مردم از ملل، نژادها، دین‌ها، و نیاکان متعدد نیز رواج یافته‌است. همچنین این عبارت میتواند تأییدی بر حکومت بر پایه دموکراسی باشد.
E pluribus unum متشکل از سیزده حرف است که نمادی از سیزده ایالت اولیه‌ای هستند که در شکل‌گیری کشور ایالات متحدهٔ آمریکا نقش اساسی داشتند.